# Massaker von Distomo

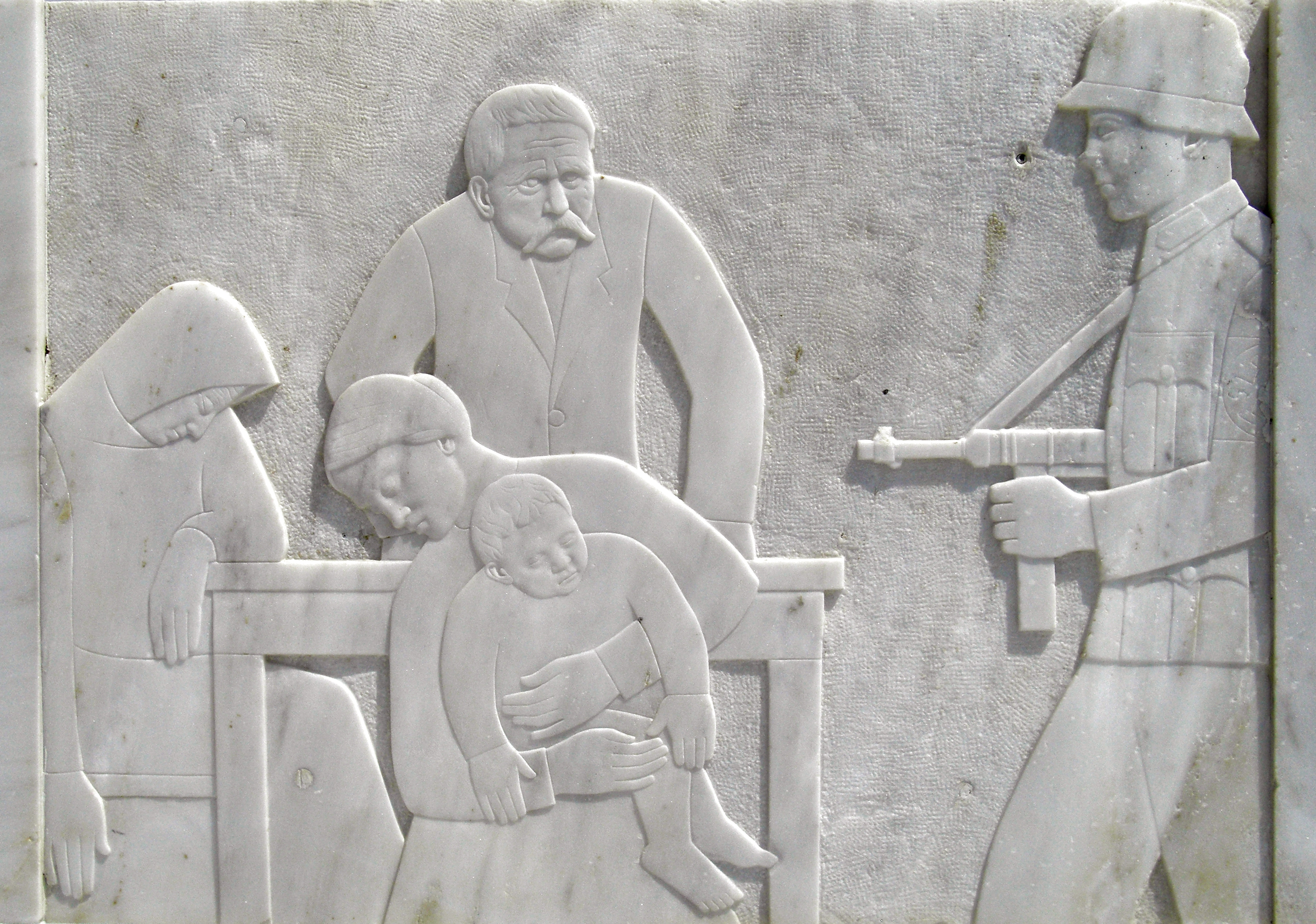
Gedenkstätte Distomo, Ausschnitt aus der Denkmal-Reliefdarstellung

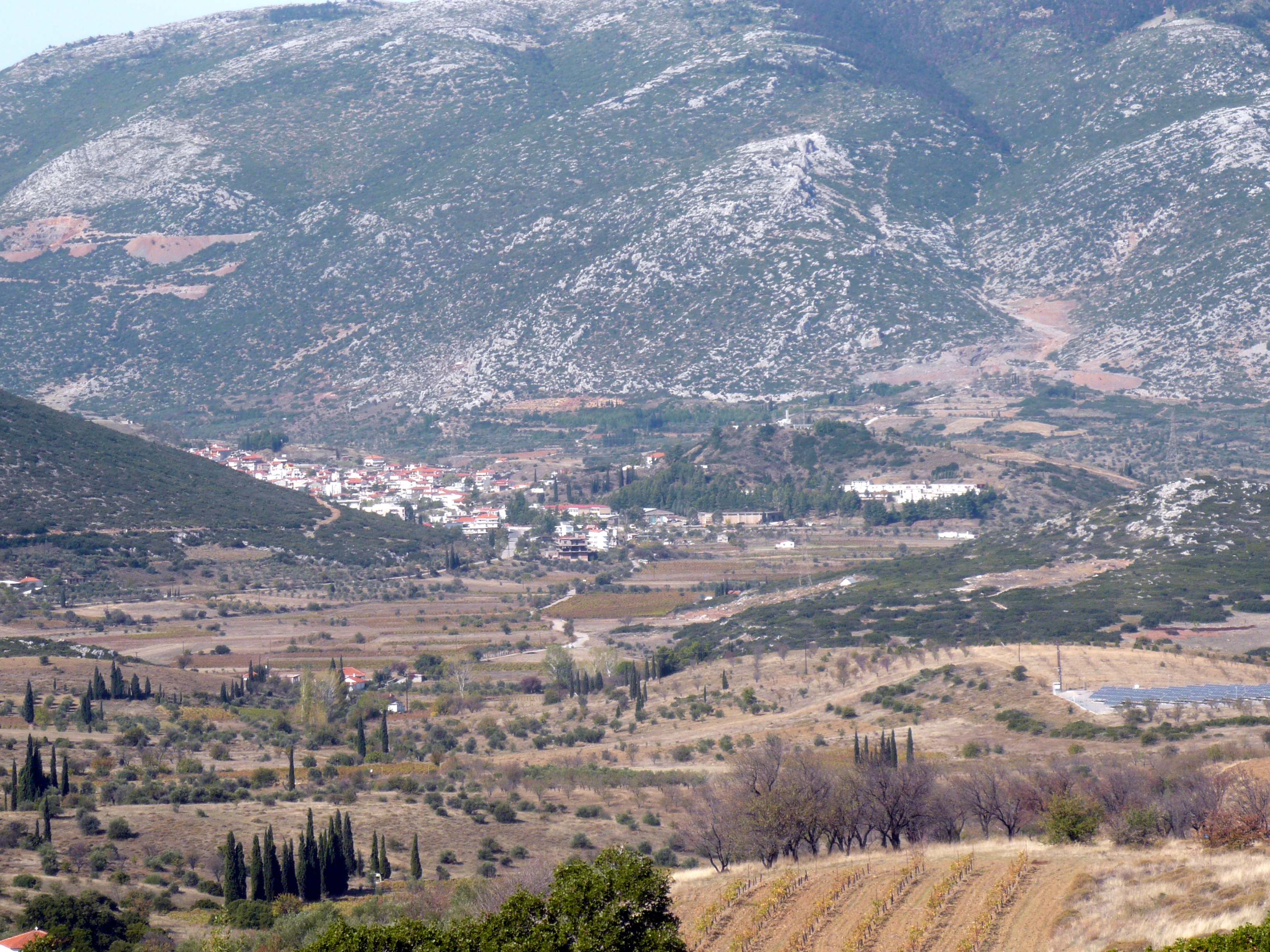
Dorf und Umgebung von Distomo

Beim Massaker von Distomo (griechisch Σφαγή του Διστόμου Sfagi tou Distomou), einer Ortschaft in Mittelgriechenland, am Fuße des Parnass-Gebirges, ermordeten am 10. Juni 1944 Angehörige eines Regimentes der 4. SS-Polizei-Panzergrenadier-Division im Zuge einer „Vergeltungsaktion“ 218 Dorfbewohner der Ortschaft Distomo und brannten das Dorf nieder.
Opfer waren vor allem alte Menschen, Frauen, 34 Kinder und vier Säuglinge.
Die übrigen ca. 1600 Einwohner hatten Distomo vorher verlassen.
Die verantwortliche SS-Einheit bestand zum größten Teil aus minderjährigen (tatsächlichen oder angeblichen) Volksdeutschen aus Rumänien und Ungarn. Kommandiert wurde die Kompanie von dem 26 Jahre alten Hauptsturmführer Fritz Lautenbach. Derselbe Verband hatte beim Massaker von Klissoura am 5. April 1944 zusammen mit bulgarischer Miliz 280 Männer, Frauen und Kinder ermordet, angeblich, um Partisanenanschläge auf zwei deutsche Soldaten zu rächen.

## Hergang
Anlass zu dem Blutbad war die Erschießung von drei sowie die Verwundung von 18 weiteren deutschen Soldaten durch Partisanen (nach anderen Angaben gab es sechs deutsche Todesopfer). Die 2. Kompanie des SS-Polizeigrenadier-Regiments der 4. SS-Polizei-Panzergrenadier-Division war bei der Rückkehr von einer erfolglosen Verfolgung von Widerständlern im Dorf Livadia, einem Nachbardorf von Distomo, in einen Hinterhalt geraten. Der Kompaniechef ordnete daraufhin eigenmächtig eine Vergeltungsaktion an. Sie war von vornherein – auch nach damaligem deutschen Recht – illegal und zog für ihn ein Kriegsgerichtsverfahren nach sich (siehe unten).
Im Zusammenhang damit kam es bei dem nahegelegenen Dorf Steiri zu einem Gefecht eines Teils der Kompanie mit Partisanen, wobei weitere sieben deutsche Soldaten ums Leben kamen und 14 verletzt wurden.
Laut offiziellem Gefechtsbericht der 2. Kompanie des SS-Polizeigrenadier-Regiments der 4. SS-Polizei-Panzergrenadier-Division vom 10. Juni 1944 wurde aus dem Ort mit Granatwerfern, Maschinengewehren und Gewehren auf deutsche Soldaten geschossen. Kompaniechef Fritz Lautenbach berichtete:

„Ich habe daraufhin Feuereröffnung und den Angriff mit allen zur Verfügung stehenden Waffen auf Distomon befohlen. Nachdem das Dorf gesäubert war, wurden insgesamt 250 bis 300 tote Bandenangehörige und Bandenverdächtige gezählt.“

Einen völlig anderslautenden – nach heutigem Wissensstand wahrheitsgemäßen – Bericht erstellte jedoch Unteroffizier Georg Koch von der Gruppe 510 der Geheimen Feldpolizei, der sich während des Geschehens in dem Dorf aufhielt. Sein Schreiben wurde dem verantwortlichen General Hellmuth Felmy zugestellt, der daraufhin Lautenbachs Bericht als „wissentlich falsch“ deklarierte und eine strafrechtliche Verfolgung einleiten ließ.
Die historische Forschung geht mit Kochs Bericht konform; das Landgericht Bonn schrieb (Urteil vom 23. Juni 1997):

„Im Laufe des Vormittags des 10. 6. 1944 erreichten die Truppen von Lewadia aus kommend Distomo, hielten sich dort mehrere Stunden auf und verhörten den Bürgermeister und den Popen bezüglich des Aufenthalts bzw. Durchzugs von Partisanen. Am Tag zuvor waren etwa dreißig Partisanen aus Desfina eingetroffen und nach Stiri weitergezogen. Auf Grund dessen zog eine motorisierte Kolonne in Richtung Stiri aus. Die Kolonne wurde kurz vor Stiri angegriffen und zog sich unter Verlusten zurück. Nach der Rückkunft in Distomo wurden zunächst zwölf Gefangene und anschließend die gesamte im Ort verbliebene Bevölkerung ohne Rücksicht auf Alter und Geschlecht umgebracht, die Häuser wurden systematisch durchsucht und anschließend niedergebrannt. Insgesamt wurden etwa 218 Menschen ermordet.“

## Augenzeugenberichte
Bei der Aktion kam es nach Augenzeugenberichten zu sadistischen Exzessen:

„Männer wie Kinder wurden wahllos erschossen, Frauen vergewaltigt und niedergemetzelt, vielen schnitten die Soldaten die Brüste ab. Schwangere Frauen wurden aufgeschlitzt, manche Opfer mit dem Bajonett gemeuchelt. Anderen wurden die Köpfe abgetrennt oder die Augen ausgestochen.“

„Im Kinderbett gegenüber fand Panajotis seinen kleinen, nicht einmal zwei Jahre alten Bruder Nikolaos. Ihn hatten die Soldaten nicht erschossen. Er war, offenbar mit dem Bajonett, aufgeschlitzt worden, von oben bis unten. »Als ich ihn hochheben wollte, fiel er richtig auseinander«, erzählt Sfontouris, mittlerweile 59 und Besitzer einer Tankstelle. »Wir konnten ihn nur in eine Decke gewickelt aus dem Haus bringen.«“

Der schwedische Diplomat Sture Linnér, welcher zum Zeitpunkt des Massakers den Vorsitz des Roten Kreuzes im besetzten Griechenland führte, wurde an seinem Hochzeitstag über das Massaker informiert und begab sich mit seiner Frau umgehend nach Distomo. In seinem Buch „Min Odysse“ („Meine Odyssee“) verfasste er einen Augenzeugenbericht, in dem er über die Situation in Distomo drei Tage nach dem Massaker u. a. schreibt

„An jedem Baum neben der Straße und in einer Distanz von vielen Hundert Meter hängten menschliche Körper, gefestigt mit Bajonetten. Manche waren noch am Leben.“

„Der Geruch war unerträglich. Im Dorf selbst brannte noch Feuer in dem Rest der verbrannten Häuser. Auf der Erde lagen zerstreut hunderte Menschen jeden Alters, von Greisen bis Säuglinge[n]. Vielen Frauen haben die Soldaten den Bauch mit den Bajonetten zerschnitten und die Brust herausgerissen. Andere lagen gewürgt, umwickelt mit ihren Gedärmen um ihren Hals.“

## Die Rechtssache Distomo
Noch während des Krieges und auch Jahrzehnte später wurden eine Reihe von Gerichtsverfahren wegen der Tat angestrengt, und schließlich war auch der Internationale Gerichtshof damit befasst. Letztendlich kam es – aus unterschiedlichen Gründen – zu keiner juristischen Genugtuung der Opfer und ihrer Angehörigen.

### Vor deutschen Gerichten
Bereits unmittelbar nach dem Massaker leitete die Wehrmacht (der auch die Waffen-SS-Einheiten unterstellt waren) gegen den verantwortlichen Kompaniechef Lautenbach und dessen Vertreter ein strafrechtliches Kriegsgerichtsverfahren wegen Missachtung der Weisung des Oberbefehlshabers Süd-Ost ein, nach der nur höhere Truppenführer im Einvernehmen mit den zuständigen Feldkommandanturen Vergeltungsmaßnahmen befehlen durften. Beide Angeklagten starben allerdings wenige Monate später bei einem Attentat; die Ermittlungen wurden daraufhin eingestellt.
Kinder der griechischen Opfer betrieben später erfolglos zivilrechtliche Klageverfahren vor dem LG Bonn, dem OLG Köln und dem Bundesgerichtshof (Urteil vom 26. Juni 2003, AZ: III ZR 245/98) und gingen schließlich sogar vor das Bundesverfassungsgericht (Nichtannahmebeschluss vom 15. Februar 2006, AZ: 2 BvR 1476/03).

### Vor griechischen Gerichten
Auf die Klage von Kindern der Opfer von Distomo verurteilte im Oktober 1997 das Landgericht Livadia die Bundesrepublik Deutschland in einem erstinstanzlichen Versäumnisurteil zur Zahlung von 37,5 Millionen Euro. Ein Revisionsantrag der Bundesrepublik Deutschland wurde im Mai 2000 vom Areopag, dem höchsten griechischen Gericht, zurückgewiesen. Die Zwangsvollstreckung, die in Vermögen der Bundesrepublik Deutschland betrieben wurde, welches in Griechenland gelegen war (unter anderem Pfändung des Goethe-Instituts in Athen), konnte im letzten Moment durch Rechtsbehelfe abgewendet werden. Die griechische Regierung weigerte sich, die nach griechischem Recht notwendige Einwilligung in die Zwangsvollstreckung zu erteilen. Der dagegen von den Klägern beim Europäischen Gerichtshof für Menschenrechte (EGMR) eingelegte Antrag wurde abgewiesen (Beschluss vom 12. Dezember 2002, 59021/00 – Kalogeropulou u. a. ./. Griechenland und Deutschland).

### Vor Zivilgerichten in Italien
Das oberste italienische Zivilgericht, der römische Kassationsgerichtshof, entschied 2008, dass die Überlebenden des Massakers von Distomo die in Griechenland erstrittenen Urteile in Italien vollstrecken durften. Der Anwalt der Kläger erwirkte die Eintragung einer Hypothek auf das deutsche Kulturinstitut Villa Vigoni, der daraufhin die Zwangsversteigerung drohte.

### Vor dem Internationalen Gerichtshof und weitere Entwicklung
Da der Rechtsstreit in Italien die Frage der Staatenimmunität berührte, wonach Staaten grundsätzlich der Gerichtsbarkeit anderer Staaten enthoben sind, verständigten sich die deutsche und die italienische Regierung im Anschluss an das Urteil des römischen Kassationsgerichtshofes darauf, eine Entscheidung des Internationalen Gerichtshofs (IGH) in Den Haag herbeizuführen. Im Januar 2012 gab der IGH der deutschen Klage statt, aufgrund des völkerrechtlichen Grundsatzes Par in parem non habet imperium (Staatenimmunität) hätte Italien die Klagen von Privatpersonen gegen die Bundesrepublik Deutschland grundsätzlich nicht zulassen dürfen.
Das Verfahren führte eine völkerrechtliche Grundsatzentscheidung herbei und war daher von vielen Staaten mit Spannung verfolgt worden. Juristen wiesen darauf hin, dass ein anders lautendes Urteil große Probleme aufgeworfen hätte, denn das hätte beispielsweise bei einem Konflikt zwischen zwei Staaten die Möglichkeit eröffnet, dass die Gerichte des einen Staates den jeweilig anderen Staat zu Schadensersatz verurteilten.
Doch führte auch der Spruch des Internationalen Gerichtshofes führte nicht zu einer Beendigung der Debatte. Im Oktober 2014 entschied das italienische Verfassungsgericht, dass das IGH-Urteil im Fall Distomo keine Anwendung finden dürfe. Dem folgte das Kassationsgericht im April 2015.
Nikos Paraskevopoulos, einige Wochen zuvor zum Justizminister Griechenlands im Kabinett Tsipras I berufen, äußerte am 10. März 2015 seine Bereitschaft, einer Beschlagnahmung deutscher Vermögenswerte in Griechenland zuzustimmen, um die den Hinterbliebenen gerichtlich zugesprochenen Beträge einzutreiben. Paraskevopoulos erklärte, er wolle seine endgültige Entscheidung aber von der „Komplexität des Falls“ und weitreichenderen „nationalen Fragen“ abhängig machen. Auch Tsipras hielt 2015 eine Rede zum Thema Reparationen, in der er die Massaker von Distomo, Kesariani, Kalavryta und Viannos sowie die Deutsche Zwangsanleihe in Griechenland nannte.
Auch 2019 wurde nochmals eine Pfändung von deutschem Besitz von der griechischen Regierung in Erwägung gezogen, aber nicht umgesetzt. Bis auf eine diplomatische Note seitens Griechenlands im Januar 2020 verlief die weitere Entwicklung im Sande.

## Sonstiges
- Die Tat ereignete sich am selben Tag wie das Massaker im französischen Oradour-sur-Glane und genau zwei Jahre nach dem Massaker von Lidice.[20]
- In den 1980er Jahren wurde auf einem Hügel oberhalb Distomos eine Gedenkstätte zur Erinnerung an das Massaker von Distomo errichtet. In den Gedenkort ist eine kleine Kapelle mit einem Beinhaus integriert, in dem die Schädel der Opfer aufbewahrt werden. Auf einer Wand aus Marmor sind die Namen und das Alter der Opfer aufgelistet. Jedes Jahr am 10. Juni findet hier eine Gedenkfeier statt.[21]
- Große Aufmerksamkeit bekam die Debatte um Entschädigungen für das Kriegsverbrechen auch durch die ZDF-Kabarett-Sendung Die Anstalt, in welcher Argyris Sfountouris, der als Junge bei dem Massaker seine Eltern verloren hatte, auftrat.[22]

## Filme
Das Geschehnis wurde von Stefan Haupt in Ein Lied für Argyris aufgegriffen.